# Benedetto Varchi
Benedetto Varchi (Firenze, 19 marzo 1503 – Firenze, 18 dicembre 1565) è stato un umanista, scrittore e storico italiano.

## Biografia
Nato a Firenze da famiglia originaria di Montevarchi nel 1503, Benedetto Varchi studiò all'Università di Pisa per diventare notaio. Laureatosi in legge, esercitò per un breve tempo la professione, ma ben presto si dedicò agli studi umanistici. Era repubblicano e dopo il ritorno dei Medici lasciò Firenze. Viaggiò molto, fra Roma, Venezia, Padova e Bologna; offrì suoi servigi alla famiglia Strozzi. Stabilitosi a Padova, frequentò i corsi di filosofia allo Studio patavino e dal 1540 al 1541 partecipò alle attività dell'Accademia degli Infiammati, tenendo lezioni su poeti volgari e sulla logica e sull'Etica di Aristotele.
Si dedicò alle traduzioni dei testi aristotelici dal greco in volgare. Passò a Bologna nel 1542, dove frequentò lezioni universitarie di Boccadiferro. Chiamato da Cosimo I per scrivere Storia fiorentina, ritornò nel 1543 nella città natale e cominciò a tenere lezioni su Dante all'Accademia Fiorentina. Fu autore di sonetti e canzoni, ma anche di poesie latine; tradusse il De consolatione philosophiae di Boezio e De beneficiis di Seneca. A lui si deve uno dei più importanti trattati di linguistica del XVI secolo, l'Ercolano, uscito postumo nel 1570. Varchi morì nel 1565, lasciando numerosi autografi e una biblioteca di manoscritti, incunaboli e volumi a stampa.

## L'Accademia fiorentina

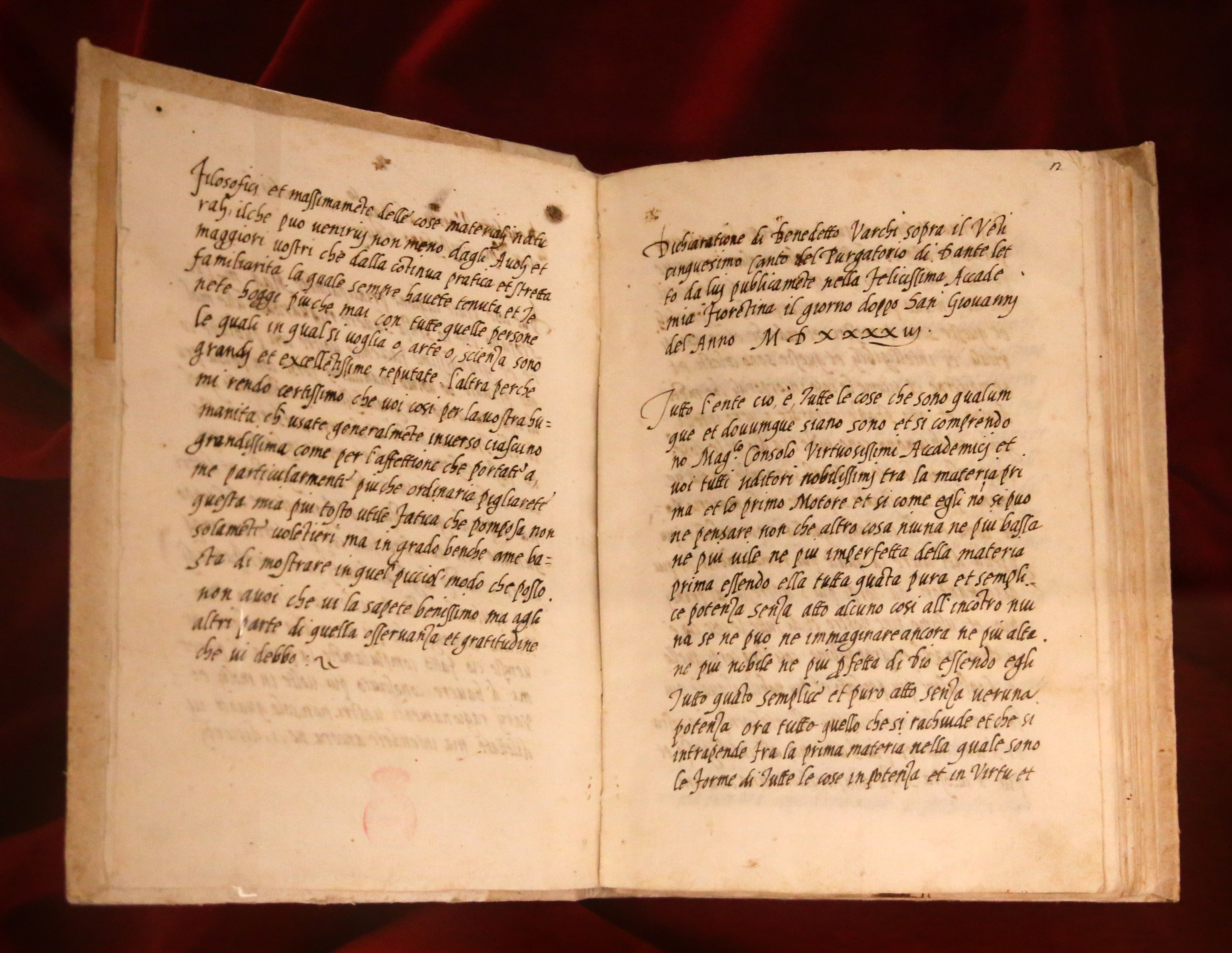
Manoscritto con la lezione di Benedetto Varchi su Purgatorio XXV all'Accademia Fiorentina nel 1543, BNCF

Rientrato a Firenze, dunque, Varchi fece parte dell'Accademia fiorentina e si occupò di linguistica, di critica letteraria (fu un grande studioso di Dante), di estetica, di filosofia ma anche di alchimia e di botanica. Scrisse, tra le altre cose, un trattato, L'Hercolano (pubblicato postumo nel 1570), una commedia, La Suocera, e moltissimi sonetti.

## LaStoria fiorentina
Ricevette l'incarico da Cosimo di redigere una storia contemporanea di Firenze che scrisse, impegnando circa vent'anni, in uno stile innovativo che potremmo definire giornalistico perché molto attento alla ricerca delle fonti. La Storia fiorentina abbraccia il periodo fra il 1527 e il 1538, in 16 libri. L'opera risalta per il suo rigore documentario; tuttavia proprio per il fatto che non ometteva avvenimenti politicamente "imbarazzanti", sarebbe stata pubblicata solo nel 1721.
Varchi è fautore del tacitismo: se da una parte nega la distinzione machiavelliana tra politica e morale, dall'altra giustifica sul piano morale la tirannide in nome delle esigenze generali dello Stato e della comunità.

## L'Hercolano

### Antefatti
Lo spunto per l’elaborazione dell'Hercolano era partito dalla richiesta dell’amico Annibale Caro che, criticato per la lingua troppo vicina al fiorentino moderno adoperata nella sua canzone Venite all’ombra dei gran gigli d’oro (dedicata al re di Francia, 1553), voleva rispondere agli attacchi dei detrattori, in particolare di Lodovico Castelvetro. Varchi promise a Caro la compilazione di un trattato in cui si sarebbe occupato specificamente della questione; la stesura dell’opera si rivelò tuttavia più lunga del previsto, poiché l’intenzione dell’autore era l’esposizione organica delle riflessioni maturate in ambito linguistico, supportate dal materiale raccolto e schedato nei precedenti anni di ricerca. Intanto la diatriba fra Caro e Castelvetro era diventata molto violenta, essendo sfociata nell’omicidio di un amico di Caro e in accuse d’eresia da ambo le parti. Con il timore di aver dato poco spazio alla difesa di Caro, e d’altra parte di aggravare la condizione di Castelvetro, condannato nel 1560 per eresia, Benedetto Varchi aveva temporeggiato nella pubblicazione della sua opera, che alla fine fu data alle stampe dopo la morte dell’autore, nel 1570.

### Contenuti
L'Hercolano è un dialogo tra Varchi e il conte Ercolano sulla natura del volgare toscano (anche se il primo dimostra che andrebbe piuttosto chiamato fiorentino). Le tesi di Varchi prendono le mosse da quelle di Pietro Bembo, con cui era entrato in contatto negli anni trascorsi a Padova. Al suo ideale di lingua cristallizzato sull'esempio dei classici del Trecento (Petrarca, Boccaccio e, in misura minore, Dante), tuttavia, Varchi oppone una sua propria teoria in cui, accanto ai classici, potevano trovare asilo nella lingua letteraria anche forme più popolari in uso tra i fiorentini. I due interlocutori del dialogo, inoltre, discutono se la lingua greca sia più o meno ricca del nostro volgare e il Varchi coglie l'occasione per elencare centinaia di espressioni fiorentine, tutte relative al favellare, nessuna delle quali ha un corrispondente greco: questo rende l'opera gratissima agli amanti delle toscane eleganze. L'amore di Varchi per le locuzioni del parlato lo spinse anche, saggiamente, a consigliare a Benvenuto Cellini, che l'aveva interpellato, di non modificare lo stile della sua autobiografia, conservandone la vivace e schietta autenticità.

#### Se le lingue fanno gli scrittori o gli scrittori le lingue
Al quarto quesito contenuto nell'Hercolano, se le lingue fanno gli scrittori o gli scrittori le lingue, Varchi afferma che le lingue, per essere considerate tali, non hanno bisogno di una tradizione scritta: «Il fine di chi favella è aprir l’animo suo a colui che l’ascolta, e questo non ha bisogno nè dall’una parte nè dall’altra di scrittura, la qual è artifiziale»; dunque non le lingue “semplici”, ma le lingue “nobili” hanno bisogno di scrittori: «e così gli scrittori sono quegli che fanno non le lingue semplicemente, ma le lingue nobili». Tale affermazione, come fa notare il conte Ercolano, entra in contrasto con quella di Bembo, che invece scriveva che «non si può dire che sia veramente lingua alcuna favella che non ha scrittori». Un idioma che non ha scrittori, ribadisce Varchi, «si può, anzi si dee, solo che sia in uso, chiamar lingua, ma non già lingua nobile».
Varchi afferma inoltre che sono i poeti, più che gli scrittori di prosa, a conferire nobiltà alla lingua, «perché, oltra che furon prima i poeti che gli oratori, il modo di scrivere in versi è il più bello, il più artifizioso e il più dilettevole di tutti gli altri».

#### Se la lingua volgare è una nuova lingua da sé, o pure l’antica latina guasta e corrotta
Il sesto quesito consiste nel capire se la lingua volgare è una nuova lingua da sé, o pure l’antica latina guasta e corrotta.
Secondo Varchi la lingua latina e la lingua volgare sono due idiomi distinti: «la latina antica fu e la volgare moderna è una lingua da sé». Chi afferma il contrario, cioè che latino e volgare sono una sola lingua e che quest’ultimo sia il latino “guasto e corrotto”, contraddice se stesso. Come afferma Aristotele infatti «la corruzione […] altro non è che uno trapasso o vero passaggio dall’essere al non essere»: se il latino si è corrotto, allora non esiste più, e al suo posto è subentrato il volgare.
«Di che segue che la [lingua] volgare, la quale è viva, non sia una medesima colla latina, la qual è spenta, ma una da sé. […] Le mutazioni e differenze sostanziali fanno le cose non diverse o alterate, ma altre, perché mutano la spezie». Inoltre il latino, a differenza del volgare, non si può ormai apprendere e parlare “naturalmente”, senza studio e fatica, e ciò lo rende una lingua «altra, non diversa o alterata».
La metafora è quella di un boccale di vino, nel quale se si versassero «un fiasco o due d’acqua» allora rimarrebbe vino e la sua mutazione sarebbe “accidentale”, ovvero resterebbe uguale nella sostanza, non sarebbe "altro", ma soltanto "alterato"; se invece vi si versasse dentro un barile di acqua, la mutazione sarebbe “sostanziale”, ovvero cambierebbe nella sostanza «sarebbe altro e non alterato […] perché non sarebbe più vino, ma acqua».
Contro le tesi dei sostenitori del latino, Varchi afferma infine — citando sempre Aristotele — che il volgare non è nato da una “corruzione” del latino, ma esso è una “generazione” dal latino: «La natura non intende e non vuole mai corruzione alcuna per sé, ma solamente per accidente, volendo ella solamente e intendendo per sé le generazioni. Dunque la mutazione della lingua latina nella volgare non si dee chiamare corruzione, ma generazione. […] Il medesimo della latina dire si potrebbe, percioché ancora essa fu quasi una medesima corruzione, anzi generazione dalla greca e da altre lingue».

## La conversione religiosa
Un'altra sua caratteristica costante fu l'attenzione ai temi religiosi, che visse con inquietudine e che lo condusse a una crisi spirituale dalla quale emerse con il desiderio di farsi prete (anche se alla tardiva conversione non fu certo del tutto estraneo il bisogno di ricostruire una reputazione sociale compromessa dagli scandali di costume). Divenuto sacerdote cattolico, il duca, che non aveva mai cessato di manifestargli il suo favore, gli aveva ottenuto un incarico in una chiesa di Montevarchi ma non lo poté mai svolgere perché morì nella sua Villa medicea della Topaia a Castello, dove abitava da dieci anni.

## Onorificenze
Gli è stata intitolata la scuola superiore Isis Benedetto Varchi a Montevarchi in provincia di Arezzo.

## Opere
- Benedetto Varchi, Lettere (1535-1565), a cura di Vanni Bramanti, Roma, Edizioni di Storia e Letteratura, 2008.
- Benedetto Varchi, Storia fiorentina, a cura di Gaetano Milanese, Firenze, Felice Le Monnier, 1857 (in Google Books).
- Opere di Benedetto Varchi ora per la prima volta raccolte, Lloyd austriaco, Trieste 1858-1859. Da questa Opera omnia sono state tratte e messe online le seguenti opere:
  - Due lezioni (Sopra la pittura e scultura);
  - Il discorso della bellezza e della grazia;
  - Rime.
- Lezzioni sopra diverse materie poetiche e filosofiche, Firenze, Filippo Giunti, 1590
- Carmina quinque hetruscorum poetarum, Giunti, Firenze 1562, pp. 137–167.
- Liber Carminum Benedicti Varchii, a cura di Aulo Greco, Roma, ABETE, 1969.
  - I Carmina del Varchi sono online sul sito Poeti d'Italia[collegamento interrotto], che pubblica anche l'Appendix[collegamento interrotto].
- Ercolano, dialogo nel qual si ragiona generalmente delle lingue e in particolare della fiorentina e della toscana, Giunti, Firenze 1570.
- Lezioni sul Dante e Prose varie di Benedetto Varchi, a cura di Giuseppe Aiazzi e Lelio Arbib, Firenze, Società editrice delle storie del Nardi e del Varchi, 2 voll., 1841